# مصطفى ناصف
مصطفى عبده ناصف (1921 - 2 فبراير 2008) هو كاتب وأديب وناقد مصري. 

## حياته
حصل على ليسانس وماجستير الآداب في اللغة العربية من كلية الآداب في جامعة فؤاد الأول، كما حصل على درجة الدكتوراه من قسم اللغة العربية بكلية الآداب في جامعة عين شمس سنة 1371هـ الموافقة لسنة 1952م، عمل كأكاديمي في جامعة عين شمس إلى أن أصبح أستاذ كرسي سنة 1385 هـ الموافق لسنة 1966م. ساهم في نشر العديد من الكتب والمقالات في المجلات الأدبية والثقافية والمؤتمرات العلمية. حصل على جائزة الملك فيصل العالمية في اللغة العربية والأدب سنة 1428هـ الموافقة لسنة 2007م بالاشتراك مع محمد العمري، كما مُنح نوط الامتياز من الطبقة الأولى، وجائزة الدولة التقديرية في الآداب من مصر، وجائزة أفضل كتاب في النقد الأدبي من وزارة الثقافة المصرية، وجائزة نقد الشعر من مؤسسة عبد العزيز سعود البابطين في الكويت، وجائزة الدراسات الأدبية والنقد من مؤسسة سلطان بن علي العويس في الإمارات العربية المتحدة.

## من مؤلفاته
من أبرز مؤلفاته:
- الصورة الأدبية.
- دراسات الأدب العربي.
- رمز الطفل –دراسة الأدب المازني-.
- نظرية المعنى في النقد العربي.
- مشكلة المعنى في النقد الحديث.
- قراءة ثانية لشعرنا القديم، اللغة بين البلاغة والأسلوبية.
- طه حسين والتراث.
- خصام مع النقاد.
- نظرية التأويل.
- صوت الشاعر القديم.
- الوجه الغائب.
- أحمد حجازي الشاعر المعاصر.
- ثقافتنا والشعر المعاصر.
- اللغة والبلاغة والميلاد الجديد.
- اللغة والتفسير والتواصل.[3]
- محاورات مع النثر العربي.[4]
- النقد العربي نحو نظرية ثانية.[5]